# Campionato mondiale femminile di pallamano 2005
Il campionato mondiale femminile di pallamano 2005 è stato la diciassettesima edizione del massimo torneo di pallamano per squadre nazionali femminili, organizzato dalla International Handball Federation (IHF). Il torneo si è disputato dal 5 al 18 dicembre 2005 in Russia in quattro impianti a San Pietroburgo. Vi hanno preso parte ventiquattro rappresentative nazionali. Il torneo è stato vinto per la seconda volta dalla Russia, che in finale ha superato la Romania.

## Formato
Le ventiquattro nazionali partecipanti sono state suddivise in quattro gironi da sei squadre ciascuno. Le prime tre classificate accedono al turno principale, nella quale le prime tre dei gironi A e B sono inserite nel girone I, mentre le prime tre dei gironi C e D sono inserite nel girone II. Nella seconda fase ogni squadra porta il risultato ottenuto contro le altre due squadre contro cui ha giocato nel turno preliminare e affronta le altre tre. Le prime due classificate dei due gironi accedono alle semifinali, le terze accedono alla finale per il quinto posto e le quarte alla finale per il settimo posto.

## Impianti
Il torneo viene disputato in quattro sedi, tutte a San Pietroburgo.
| Palazzo del ghiaccio Capacità: 12 300         | San Pietroburgo |
|                                               | San Pietroburgo |
| SKK Peterburgskij Capacità: 25 000            | San Pietroburgo |
|                                               | San Pietroburgo |
| Palazzo sportivo "Jubilejnyj" Capacità: 7 000 | San Pietroburgo |
|                                               | San Pietroburgo |

## Nazionali partecipanti
| Modalità                         | Posti | Qualificate                                                                     |
| -------------------------------- | ----- | ------------------------------------------------------------------------------- |
| Nazionale del Paese ospitante    | 1     | Russia                                                                          |
| Campionato mondiale 2003         | 1     | Francia                                                                         |
| Campionato europeo 2004          | 3     | Norvegia Danimarca Ungheria                                                     |
| Torneo di qualificazione europeo | 9     | Croazia Austria Romania Paesi Bassi Macedonia Ucraina Polonia Slovenia Germania |
| Campionato asiatico 2004         | 3     | Corea del Sud Giappone Cina                                                     |
| Campionato africano 2004         | 3     | Angola Camerun Costa d'Avorio                                                   |
| Campionato panamericano 2005     | 3     | Brasile Argentina Uruguay                                                       |
| Qualificazioni oceaniane         | 1     | Australia                                                                       |

## Turno preliminare

### Girone A

#### Classifica
| Pos. | Squadra     | Pt | G | V | N | P | GF  | GS  | DR   |
| ---- | ----------- | -- | - | - | - | - | --- | --- | ---- |
| 1.   | Russia      | 10 | 5 | 5 | 0 | 0 | 176 | 110 | +66  |
| 2.   | Paesi Bassi | 8  | 5 | 4 | 0 | 1 | 145 | 123 | +22  |
| 3.   | Croazia     | 6  | 5 | 3 | 0 | 2 | 165 | 126 | +39  |
| 4.   | Cina        | 4  | 5 | 2 | 0 | 3 | 154 | 146 | +8   |
| 5.   | Giappone    | 2  | 5 | 1 | 0 | 4 | 152 | 155 | -3   |
| 6.   | Uruguay     | 0  | 5 | 0 | 0 | 5 | 73  | 205 | -132 |

#### Risultati
| San Pietroburgo 5 dicembre 2005, ore 16:00 | Paesi Bassi | 29 – 27 (17-11) referto | Croazia | Palazzo del ghiaccio |

| San Pietroburgo 5 dicembre 2005, ore 19:00 | Russia | 43 – 16 (15-8) referto | Uruguay | Palazzo del ghiaccio |

| San Pietroburgo 5 dicembre 2005, ore 21:00 | Cina | 33 – 27 (14-18) referto | Giappone | Palazzo del ghiaccio |

| San Pietroburgo 6 dicembre 2005, ore 17:00 | Paesi Bassi | 29 – 8 (17-4) referto | Uruguay | Palazzo del ghiaccio |

| San Pietroburgo 6 dicembre 2005, ore 19:00 | Russia | 36 – 20 (16-9) referto | Cina | Palazzo del ghiaccio |

| San Pietroburgo 6 dicembre 2005, ore 21:00 | Croazia | 31 – 30 (11-14) referto | Giappone | Palazzo del ghiaccio |

| San Pietroburgo 7 dicembre 2005, ore 17:00 | Giappone | 44 – 22 (24-10) referto | Uruguay | Palazzo del ghiaccio |

| San Pietroburgo 7 dicembre 2005, ore 19:00 | Russia | 34 – 22 (16-10) referto | Paesi Bassi | Palazzo del ghiaccio |

| San Pietroburgo 7 dicembre 2005, ore 21:00 | Croazia | 35 – 29 (18-16) referto | Cina | Palazzo del ghiaccio |

| San Pietroburgo 9 dicembre 2005, ore 17:00 | Paesi Bassi | 35 – 27 (19-13) referto | Giappone | Palazzo del ghiaccio |

| San Pietroburgo 9 dicembre 2005, ore 19:00 | Russia | 29 – 28 (18-16) referto | Croazia | Palazzo del ghiaccio |

| San Pietroburgo 9 dicembre 2005, ore 21:00 | Cina | 45 – 18 (24-7) referto | Uruguay | Palazzo del ghiaccio |

| San Pietroburgo 10 dicembre 2005, ore 17:00 | Paesi Bassi | 30 – 27 (14-16) referto | Cina | Palazzo del ghiaccio |

| San Pietroburgo 10 dicembre 2005, ore 19:00 | Russia | 34 – 24 (17-8) referto | Giappone | Palazzo del ghiaccio |

| San Pietroburgo 10 dicembre 2005, ore 21:00 | Croazia | 44 – 9 (20-3) referto | Uruguay | Palazzo del ghiaccio |

### Girone B

#### Classifica
| Pos. | Squadra       | Pt | G | V | N | P | GF  | GS  | DR   |
| ---- | ------------- | -- | - | - | - | - | --- | --- | ---- |
| 1.   | Ungheria      | 9  | 5 | 4 | 1 | 0 | 180 | 113 | +67  |
| 2.   | Corea del Sud | 6  | 5 | 3 | 0 | 2 | 173 | 155 | +18  |
| 3.   | Norvegia      | 6  | 5 | 3 | 0 | 2 | 155 | 112 | +43  |
| 4.   | Slovenia      | 5  | 5 | 2 | 1 | 2 | 159 | 132 | +27  |
| 5.   | Angola        | 4  | 5 | 2 | 0 | 3 | 167 | 140 | +27  |
| 6.   | Australia     | 0  | 5 | 0 | 0 | 5 | 54  | 236 | -182 |

#### Risultati
| San Pietroburgo 5 dicembre 2005, ore 17:00 | Ungheria | 57 – 9 (27-5) referto | Australia | SKK Peterburgskij |

| San Pietroburgo 5 dicembre 2005, ore 19:00 | Slovenia | 42 – 35 (20-18) referto | Corea del Sud | SKK Peterburgskij |

| San Pietroburgo 5 dicembre 2005, ore 21:00 | Norvegia | 36 – 30 (19-16) referto | Angola | SKK Peterburgskij |

| San Pietroburgo 6 dicembre 2005, ore 17:00 | Slovenia | 41 – 13 (19-4) referto | Australia | SKK Peterburgskij |

| San Pietroburgo 6 dicembre 2005, ore 19:00 | Ungheria | 34 – 30 (14-17) referto | Angola | SKK Peterburgskij |

| San Pietroburgo 6 dicembre 2005, ore 21:00 | Corea del Sud | 30 – 25 (11-13) referto | Norvegia | SKK Peterburgskij |

| San Pietroburgo 7 dicembre 2005, ore 17:00 | Ungheria | 27 – 27 (11-14) referto | Slovenia | SKK Peterburgskij |

| San Pietroburgo 7 dicembre 2005, ore 19:00 | Corea del Sud | 35 – 32 (13-16) referto | Angola | SKK Peterburgskij |

| San Pietroburgo 7 dicembre 2005, ore 21:00 | Norvegia | 47 – 10 (22-4) referto | Australia | SKK Peterburgskij |

| San Pietroburgo 9 dicembre 2005, ore 17:00 | Angola | 47 – 9 (26-5) referto | Australia | SKK Peterburgskij |

| San Pietroburgo 9 dicembre 2005, ore 19:00 | Ungheria | 42 – 29 (22-13) referto | Corea del Sud | SKK Peterburgskij |

| San Pietroburgo 9 dicembre 2005, ore 21:00 | Norvegia | 29 – 22 (16-10) referto | Slovenia | SKK Peterburgskij |

| San Pietroburgo 10 dicembre 2005, ore 17:00 | Corea del Sud | 44 – 14 (21-7) referto | Australia | SKK Peterburgskij |

| San Pietroburgo 10 dicembre 2005, ore 19:00 | Angola | 28 – 27 (12-12) referto | Slovenia | SKK Peterburgskij |

| San Pietroburgo 10 dicembre 2005, ore 21:00 | Ungheria | 20 – 18 (6-9) referto | Norvegia | SKK Peterburgskij |

### Girone C

#### Classifica
| Pos. | Squadra        | Pt | G | V | N | P | GF  | GS  | DR  |
| ---- | -------------- | -- | - | - | - | - | --- | --- | --- |
| 1.   | Danimarca      | 8  | 5 | 4 | 0 | 1 | 168 | 139 | +29 |
| 2.   | Germania       | 8  | 5 | 4 | 0 | 1 | 165 | 123 | +42 |
| 3.   | Brasile        | 6  | 5 | 3 | 0 | 2 | 146 | 149 | -3  |
| 4.   | Austria        | 6  | 5 | 3 | 0 | 2 | 158 | 147 | +11 |
| 5.   | Polonia        | 2  | 5 | 1 | 0 | 4 | 136 | 154 | -18 |
| 6.   | Costa d'Avorio | 0  | 5 | 0 | 0 | 5 | 118 | 179 | -61 |

#### Risultati
| San Pietroburgo 5 dicembre 2005, ore 17:00 | Austria | 32 – 21 (18-7) referto | Costa d'Avorio | Palazzo sportivo "Jubilejnyj" |

| San Pietroburgo 5 dicembre 2005, ore 19:00 | Germania | 33 – 21 (16-12) referto | Polonia | Palazzo sportivo "Jubilejnyj" |

| San Pietroburgo 5 dicembre 2005, ore 21:00 | Danimarca | 31 – 22 (12-13) referto | Brasile | Palazzo sportivo "Jubilejnyj" |

| San Pietroburgo 6 dicembre 2005, ore 17:00 | Brasile | 34 – 31 (17-13) referto | Polonia | Palazzo sportivo "Jubilejnyj" |

| San Pietroburgo 6 dicembre 2005, ore 19:00 | Germania | 34 – 27 (17-14) referto | Austria | Palazzo sportivo "Jubilejnyj" |

| San Pietroburgo 6 dicembre 2005, ore 21:00 | Danimarca | 42 – 21 (22-9) referto | Costa d'Avorio | Palazzo sportivo "Jubilejnyj" |

| San Pietroburgo 7 dicembre 2005, ore 17:00 | Austria | 28 – 25 (13-14) referto | Polonia | Palazzo sportivo "Jubilejnyj" |

| San Pietroburgo 7 dicembre 2005, ore 19:00 | Brasile | 34 – 26 (17-14) referto | Costa d'Avorio | Palazzo sportivo "Jubilejnyj" |

| San Pietroburgo 7 dicembre 2005, ore 21:00 | Danimarca | 27 – 26 (12-14) referto | Germania | Palazzo sportivo "Jubilejnyj" |

| San Pietroburgo 9 dicembre 2005, ore 17:00 | Polonia | 31 – 26 (13-17) referto | Costa d'Avorio | Palazzo sportivo "Jubilejnyj" |

| San Pietroburgo 9 dicembre 2005, ore 19:00 | Germania | 32 – 24 (17-9) referto | Brasile | Palazzo sportivo "Jubilejnyj" |

| San Pietroburgo 9 dicembre 2005, ore 21:00 | Austria | 42 – 35 (23-17) referto | Danimarca | Palazzo sportivo "Jubilejnyj" |

| San Pietroburgo 10 dicembre 2005, ore 17:00 | Brasile | 32 – 29 (13-16) referto | Austria | Palazzo sportivo "Jubilejnyj" |

| San Pietroburgo 10 dicembre 2005, ore 19:00 | Germania | 40 – 24 (19-10) referto | Costa d'Avorio | Palazzo sportivo "Jubilejnyj" |

| San Pietroburgo 10 dicembre 2005, ore 21:00 | Danimarca | 33 – 28 (16-11) referto | Polonia | Palazzo sportivo "Jubilejnyj" |

### Girone D

#### Classifica
| Pos. | Squadra   | Pt | G | V | N | P | GF  | GS  | DR  |
| ---- | --------- | -- | - | - | - | - | --- | --- | --- |
| 1.   | Romania   | 10 | 5 | 5 | 0 | 0 | 168 | 109 | +59 |
| 2.   | Ucraina   | 7  | 5 | 3 | 1 | 1 | 154 | 126 | +28 |
| 3.   | Francia   | 6  | 5 | 3 | 0 | 2 | 144 | 110 | +34 |
| 4.   | Macedonia | 5  | 5 | 2 | 1 | 2 | 149 | 122 | +27 |
| 5.   | Argentina | 2  | 5 | 1 | 0 | 4 | 79  | 150 | -71 |
| 6.   | Camerun   | 0  | 5 | 0 | 0 | 5 | 103 | 180 | -77 |

#### Risultati
| San Pietroburgo 5 dicembre 2005, ore 16:30 | Ucraina | 32 – 23 (18-10) referto | Camerun | Palazzo sportivo "Jubilejnyj" |

| San Pietroburgo 5 dicembre 2005, ore 18:30 | Romania | 31 – 15 (17-7) referto | Argentina | Palazzo sportivo "Jubilejnyj" |

| San Pietroburgo 5 dicembre 2005, ore 20:30 | Francia | 25 – 22 (9-13) referto | Macedonia | Palazzo sportivo "Jubilejnyj" |

| San Pietroburgo 6 dicembre 2005, ore 16:30 | Romania | 50 – 19 (26-8) referto | Camerun | Palazzo sportivo "Jubilejnyj" |

| San Pietroburgo 6 dicembre 2005, ore 18:30 | Ucraina | 29 – 29 (12-17) referto | Macedonia | Palazzo sportivo "Jubilejnyj" |

| San Pietroburgo 6 dicembre 2005, ore 20:30 | Francia | 33 – 11 (13-4) referto | Argentina | Palazzo sportivo "Jubilejnyj" |

| San Pietroburgo 7 dicembre 2005, ore 16:30 | Romania | 30 – 27 (17-10) referto | Ucraina | Palazzo sportivo "Jubilejnyj" |

| San Pietroburgo 7 dicembre 2005, ore 18:30 | Macedonia | 32 – 15 (16-9) referto | Argentina | Palazzo sportivo "Jubilejnyj" |

| San Pietroburgo 7 dicembre 2005, ore 20:30 | Francia | 33 – 17 (14-9) referto | Camerun | Palazzo sportivo "Jubilejnyj" |

| San Pietroburgo 9 dicembre 2005, ore 16:30 | Macedonia | 44 – 24 (22-9) referto | Camerun | Palazzo sportivo "Jubilejnyj" |

| San Pietroburgo 9 dicembre 2005, ore 18:30 | Ucraina | 34 – 17 (15-11) referto | Argentina | Palazzo sportivo "Jubilejnyj" |

| San Pietroburgo 9 dicembre 2005, ore 20:30 | Romania | 28 – 26 (16-12) referto | Francia | Palazzo sportivo "Jubilejnyj" |

| San Pietroburgo 10 dicembre 2005, ore 16:30 | Argentina | 21 – 20 (10-10) referto | Camerun | Palazzo sportivo "Jubilejnyj" |

| San Pietroburgo 10 dicembre 2005, ore 18:30 | Romania | 29 – 22 (18-8) referto | Macedonia | Palazzo sportivo "Jubilejnyj" |

| San Pietroburgo 10 dicembre 2005, ore 20:30 | Ucraina | 32 – 27 (14-14) referto | Francia | Palazzo sportivo "Jubilejnyj" |

## Turno principale

### Girone I

#### Classifica
| Pos. | Squadra       | Pt | G | V | N | P | GF  | GS  | DR  |
| ---- | ------------- | -- | - | - | - | - | --- | --- | --- |
| 1.   | Russia        | 10 | 5 | 5 | 0 | 0 | 156 | 132 | +24 |
| 2.   | Ungheria      | 8  | 5 | 4 | 0 | 1 | 159 | 138 | +21 |
| 3.   | Paesi Bassi   | 5  | 5 | 2 | 1 | 2 | 140 | 154 | -14 |
| 4.   | Corea del Sud | 4  | 5 | 2 | 0 | 3 | 150 | 162 | -12 |
| 5.   | Norvegia      | 3  | 5 | 1 | 1 | 3 | 132 | 131 | +1  |
| 6.   | Croazia       | 0  | 5 | 0 | 0 | 5 | 140 | 160 | -20 |

#### Risultati
| San Pietroburgo 12 dicembre 2005, ore 17:00 | Ungheria | 27 – 26 (16-13) referto | Croazia | Palazzo del ghiaccio |

| San Pietroburgo 12 dicembre 2005, ore 19:00 | Russia | 32 – 27 (17-13) referto | Corea del Sud | Palazzo del ghiaccio |

| San Pietroburgo 12 dicembre 2005, ore 21:20 | Paesi Bassi | 30 – 30 (16-12) referto | Norvegia | Palazzo del ghiaccio |

| San Pietroburgo 13 dicembre 2005, ore 17:00 | Corea del Sud | 38 – 34 (20-19) referto | Croazia | Palazzo del ghiaccio |

| San Pietroburgo 13 dicembre 2005, ore 19:00 | Ungheria | 37 – 30 (21-16) referto | Paesi Bassi | Palazzo del ghiaccio |

| San Pietroburgo 13 dicembre 2005, ore 21:10 | Russia | 26 – 22 (12-11) referto | Norvegia | Palazzo del ghiaccio |

| San Pietroburgo 15 dicembre 2005, ore 17:00 | Paesi Bassi | 29 – 26 (16-14) referto | Corea del Sud | Palazzo del ghiaccio |

| San Pietroburgo 15 dicembre 2005, ore 19:00 | Russia | 35 – 33 (15-17) referto | Ungheria | Palazzo del ghiaccio |

| San Pietroburgo 15 dicembre 2005, ore 21:10 | Norvegia | 37 – 25 (18-12) referto | Croazia | Palazzo del ghiaccio |

### Girone II

#### Classifica
| Pos. | Squadra   | Pt | G | V | N | P | GF  | GS  | DR  |
| ---- | --------- | -- | - | - | - | - | --- | --- | --- |
| 1.   | Romania   | 10 | 5 | 5 | 0 | 0 | 163 | 141 | +22 |
| 2.   | Danimarca | 7  | 5 | 3 | 1 | 1 | 137 | 128 | +9  |
| 3.   | Germania  | 6  | 5 | 3 | 0 | 2 | 145 | 140 | +5  |
| 4.   | Brasile   | 4  | 5 | 2 | 0 | 3 | 147 | 153 | -6  |
| 5.   | Ucraina   | 3  | 5 | 1 | 1 | 3 | 145 | 147 | -2  |
| 6.   | Francia   | 0  | 5 | 0 | 0 | 5 | 121 | 149 | -28 |

#### Risultati
| San Pietroburgo 12 dicembre 2005, ore 17:00 | Germania | 32 – 26 (18-13) referto | Francia | SKK Peterburgskij |

| San Pietroburgo 12 dicembre 2005, ore 19:00 | Romania | 35 – 33 (17-15) referto | Brasile | SKK Peterburgskij |

| San Pietroburgo 12 dicembre 2005, ore 21:00 | Danimarca | 28 – 28 (13-17) referto | Ucraina | SKK Peterburgskij |

| San Pietroburgo 13 dicembre 2005, ore 17:00 | Romania | 37 – 26 (20-14) referto | Germania | SKK Peterburgskij |

| San Pietroburgo 13 dicembre 2005, ore 19:00 | Brasile | 33 – 32 (16-17) referto | Ucraina | SKK Peterburgskij |

| San Pietroburgo 13 dicembre 2005, ore 21:00 | Danimarca | 22 – 19 (11-10) referto | Francia | SKK Peterburgskij |

| San Pietroburgo 15 dicembre 2005, ore 17:00 | Brasile | 35 – 23 (19-14) referto | Francia | SKK Peterburgskij |

| San Pietroburgo 15 dicembre 2005, ore 19:00 | Germania | 29 – 26 (16-15) referto | Ucraina | SKK Peterburgskij |

| San Pietroburgo 15 dicembre 2005, ore 21:00 | Romania | 33 – 29 (16-13) referto | Danimarca | SKK Peterburgskij |

## Fase finale

### Tabellone
|  | Semifinali | Semifinali | Semifinali |         |        | Finale          | Finale          | Finale          |  |
|  |            |            |            |         |        |                 |                 |                 |  |
|  | Russia     | Russia     | 31         |         |        |                 |                 |                 |  |
|  | Russia     | Russia     | 31         |         |        |                 |                 |                 |  |
|  | Danimarca  | Danimarca  | 24         |         |        |                 |                 |                 |  |
|  | Danimarca  | Danimarca  | 24         |         | Russia | Russia          | 28              |                 |  |
|  |            |            |            |         | Russia | Russia          | 28              |                 |  |
|  |            |            | Romania    | Romania | 23     |                 |                 |                 |  |
|  | Romania    | Romania    | Romania    | Romania | 23     | 26              |                 |                 |  |
|  | Romania    | Romania    |            |         |        | 26              |                 |                 |  |
|  | Ungheria   | Ungheria   | 24         |         |        | Finale 3º posto | Finale 3º posto | Finale 3º posto |  |
|  | Ungheria   | Ungheria   | 24         |         |        |                 |                 |                 |  |
|  |            |            |            |         |        |                 |                 |                 |  |
|  |            |            |            |         |        | Ungheria        | Ungheria        | 27              |  |
|  |            |            |            |         |        | Ungheria        | Ungheria        | 27              |  |
|  |            |            |            |         |        | Danimarca       | Danimarca       | 24              |  |

### Semifinali
| San Pietroburgo 17 dicembre 2005, ore 15:30 | Romania | 26 – 24 (15-14) referto | Ungheria | Palazzo del ghiaccio |

| San Pietroburgo 17 dicembre 2005, ore 18:00 | Russia | 31 – 24 (16-9) referto | Danimarca | Palazzo del ghiaccio |

### Finale 7º posto
| San Pietroburgo 17 dicembre 2005, ore 13:00 | Brasile | 29 – 28 (15-14) referto | Corea del Sud | Palazzo del ghiaccio |

### Finale 5º posto
| San Pietroburgo 18 dicembre 2005, ore 12:00 | Paesi Bassi | 28 – 26 (17-12) referto | Germania | Palazzo del ghiaccio |

### Finale 3º posto
| San Pietroburgo 18 dicembre 2005, ore 14:30 | Ungheria | 27 – 24 (14-15) referto | Danimarca | Palazzo del ghiaccio |

### Finale
| San Pietroburgo 18 dicembre 2005, ore 17:00 | Russia | 28 – 23 (17-12) referto | Romania | Palazzo del ghiaccio |

## Classifica finale
| Pos.    | Nazione        |
| ------- | -------------- |
| Oro     | Russia         |
| Argento | Romania        |
| Bronzo  | Ungheria       |
| 4       | Danimarca      |
| 5       | Paesi Bassi    |
| 6       | Germania       |
| 7       | Brasile        |
| 8       | Corea del Sud  |
| 9       | Norvegia       |
| 10      | Ucraina        |
| 11      | Croazia        |
| 12      | Francia        |
| 13      | Austria        |
| 14      | Slovenia       |
| 15      | Macedonia      |
| 16      | Angola         |
| 17      | Cina           |
| 18      | Giappone       |
| 19      | Polonia        |
| 20      | Argentina      |
| 21      | Costa d'Avorio |
| 22      | Camerun        |
| 23      | Uruguay        |
| 24      | Australia      |

## Statistiche

### Classifica marcatrici
Fonte:.
| Pos. | Nome                         | Nazionale     | Reti | Tiri |
| ---- | ---------------------------- | ------------- | ---- | ---- |
| 1    | Tatjana Logwin               | Austria       | 60   | 94   |
| 1    | Nadine Krause                | Germania      | 60   | 107  |
| 3    | Anita Görbicz                | Ungheria      | 56   | 101  |
| 4    | Grit Jurack                  | Germania      | 55   | 102  |
| 5    | Katrine Fruelund             | Danimarca     | 54   | 98   |
| 6    | Idalina Borges Mesquita      | Brasile       | 53   | 83   |
| 6    | Woo Sun-hee                  | Corea del Sud | 53   | 83   |
| 8    | Olena Resnir                 | Ucraina       | 52   | 92   |
| 8    | Svitlana Pasičnik            | Croazia       | 52   | 95   |
| 10   | Valentina Neli Ardean Elisei | Romania       | 51   | 80   |

## Premi individuali
Migliori giocatrici del torneo.
| Ruolo              | Giocatrice                   |
| ------------------ | ---------------------------- |
| Miglior giocatrice | Ljudmila Bodnieva            |
| Portiere           | Luminița Dinu-Huțupan        |
| Ala sinistra       | Valentina Neli Ardean Elisei |
| Terzino sinistro   | Pearl van der Wissel         |
| Centrale           | Anita Görbicz                |
| Terzino destro     | Grit Jurack                  |
| Ala destra         | Woo Sun-hee                  |
| Pivot              | Ljudmila Bodnieva            |